# Rhithrogena iridina
Rhithrogena iridina is een haft uit de familie Heptageniidae. De wetenschappelijke naam van de soort is voor het eerst geldig gepubliceerd in 1859 door Kolenati.
De soort komt voor in het Palearctisch gebied.